# Bellenod-sur-Seine
Bellenod-sur-Seine è un comune francese di 80 abitanti situato nel dipartimento della Côte-d'Or, nella regione della Borgogna-Franca Contea.

## Società

### Evoluzione demografica
Abitanti censiti